# Dietmar Buchmann
Dietmar Buchmann (* 1944 in Schleswig) ist ein deutscher Maler und Filmemacher.

## Leben
Buchmann hat 1965 am humanistischen Zweig des Alten Gymnasiums in Flensburg das Abitur bestanden und anschließend in Berlin an der Hochschule der Künste bei Professor Hann Trier Malerei studiert. Von 1968 bis 1971 folgte ein Studium an der Deutschen Film- und Fernsehakademie. 1998 gründete Buchmann mit anderen zusammen den Künstlerhof Frohnau. Dietmar Buchmann war mit Hilde Heim verheiratet,  die 2007 den Dokumentarfilm Der Maler Dietmar Buchmann – Die Dinge hinter dem Sein über ihren Ehemann drehte. Sie lebten zusammen in Berlin. Er lebt heute im Wendland, wo er bereits 1975 den Spielfilm Stadtflucht gedreht hat.

## Werke
Dietmar Buchmann hat als Autor, Regisseur und Produzent 60 Spielfilme, Dokumentationen, Kinder- und Kurzfilme sowie Feature und Dokumentarspiele für das Kino und das öffentlich-rechtliche Fernsehen hergestellt.
Dietmar Buchmann setzt als Maler verschiedene Techniken ein. Er sieht sich als Synkretist und verarbeitet in seinen Bildern christliche sowie andere religiöse Motive und verbindet sie mit Ideen der Pop-Kultur und des Zeitgeschehens.
Eine Auswahl seiner Filme:
- Die drei Wünsche, Kurzspielfilm, DFFB, 1971
- Faßbinder produziert Film Nr. 8, TV-Feature  WDR 1972
- Zocker, Dokumentarspiel, SFB, 1974
- Soul-Schwestern, Dokumentarspiel, SFB, 1975
- Stadtflucht, Spielfilm, SFB, 1975
- Muttis neuer Typ, Kinderspielfilm, SFB, 1977
- Soulsister, Spielfilm, ZDF, 1978
- Phantom & Matrize, Spielfilm, SFB, 1979
- Tat-Örtchen, 6 Kurzspielfilme, SFB, 1979
- Widerhaken, Kinderspielfilm, SFB, 1980
- Rattenfänger, Dokumentarspiel, ZDF, 1980
- catch as catch can, Kurzfilm, Kino/SFB, 1981, Preis des Hauptverbandes Deutscher Filmtheater Prädikat: „wertvoll“
- Patzer-Partie, Kinderspielfilm, SFB, 1981
- Landunter, Spielfilm, Kino/NDR, 1982, Prädikat: „wertvoll“
- Richy Guitar, Spielfilm, Kino/WDR, 1984
- Die Grönlandfahrer von Föhr, TV-Feature, SFB, 1986
- Berlins schärfster Strich, TV-Feature, SFB, 1987
- Rosita Serrano, TV-Feature, SFB, 1988
- Der Schellack-König, TV-Feature, NDR, 1989
- Berliner Bohème, TV-Feature, SFB, 1989
- Baikalgeschichten, TV-Feature, WDR, 1990
- Die Mammut Story, TV-Feature, arte/HR, 1991
- Flucht um die Welt: Altgläubige Russen in Amerika, TV-Feature, NDR, 1992
- Geheimnisse im Sumpf: Moore in Norddeutschland, TV-Feature, DW, 1995
- Quetsche und Maulhobel, TV-Feature, DW, 1995
- LutherBilder, TV-Feature, arte/MDR, 1996
- Allez hopp! Die Berliner Artistenschule, TV-Feature, DW, 1996
- Das Auge der Nation: Der Fotograf Jupp Darchinger, TV-Feature, DW, 1996
- Circus Krone: Das rollende Imperium, TV-Feature, DW, 1996
- Glut unter der Asche (2000 Jahre Christentum) (2 Teile), TV-Doku, ZDF, 1999
- Der schwarze Prophet Obiora Ike und sein Kampf für Frieden in Nigeria, TV-Feature, ARD, 2002
- Ein Priester vom Stamm der Igbo, TV-Feature, BR, 2002, Vorgeschlagen für den Deutschen Menschenrechtsfilmpreis 2002
- Der Potsdamer Große Refraktor, Dokumentation, AIP, 2006
- Martin Suter Romancier und Gentlemanfarmer, TV-Doku, arte/NDR, 2009